# كيد كابلان
كيد كابلان (بالأوكرانية: Кід Каплан) مواليد 15 أكتوبر 1901 في كييف، الإمبراطورية الروسية - الوفاة 26 أكتوبر 1970، كان ملاكم محترف أوكراني صنّف ضمن فئة وزن الريشة بدأ مسيرته الاحترافية سنة 1919.

## إحصائيات
خاض خلال مسيرته 148 نزالا، فاز في 108 وتعادل في 13 وخسر في 22. فاز بالضربة القاضية في 28 نزالا.

## روابط خارجية
- كيد كابلان على موقع بوكس ريك (الإنجليزية) (registration required)